# نيسان بينتارا
نيسان بينتارا (بالإنجليزية: Nissan Pintara)‏ هي سيارة من تصنيع شركة نيسان موتورز.

## معرض صور

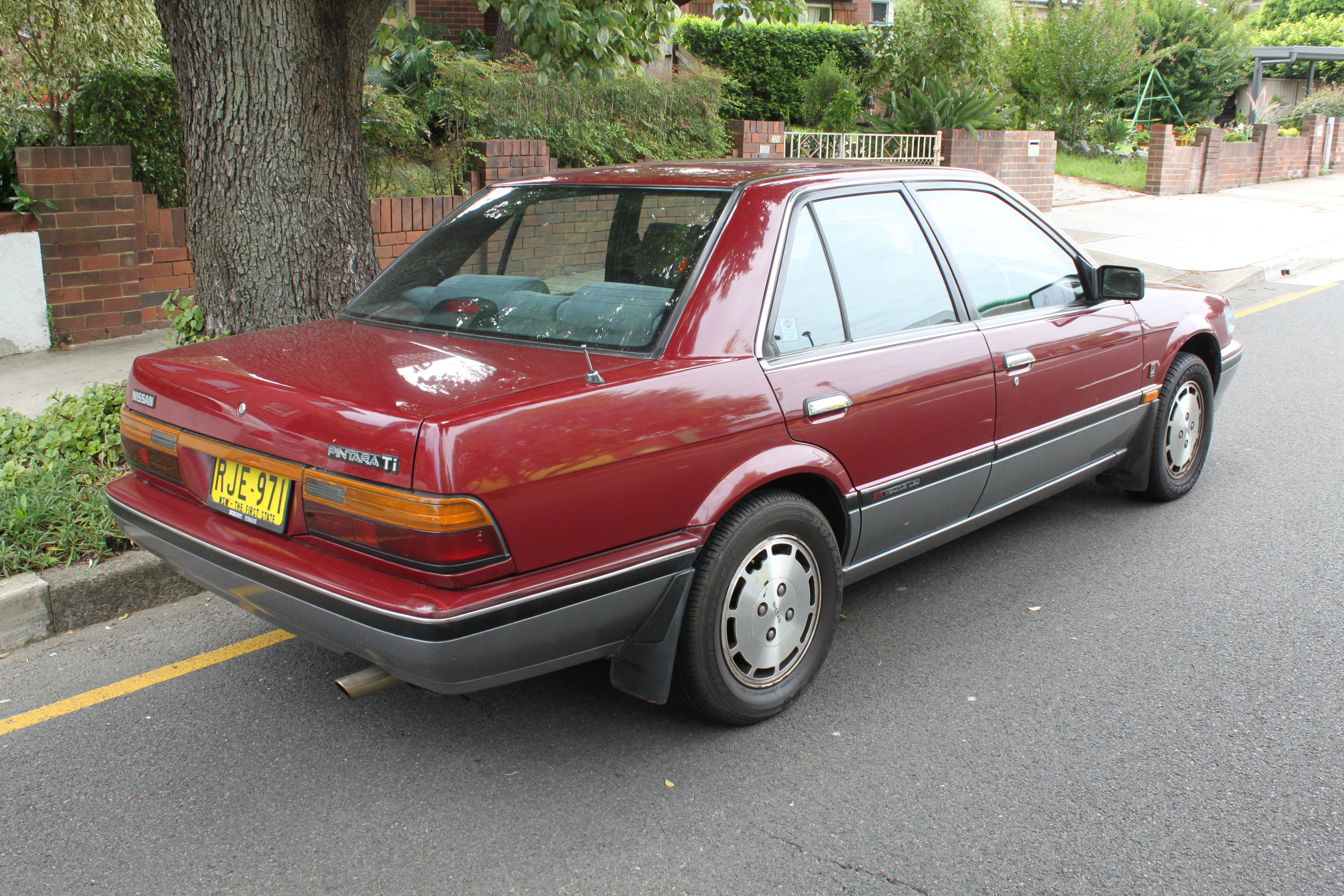
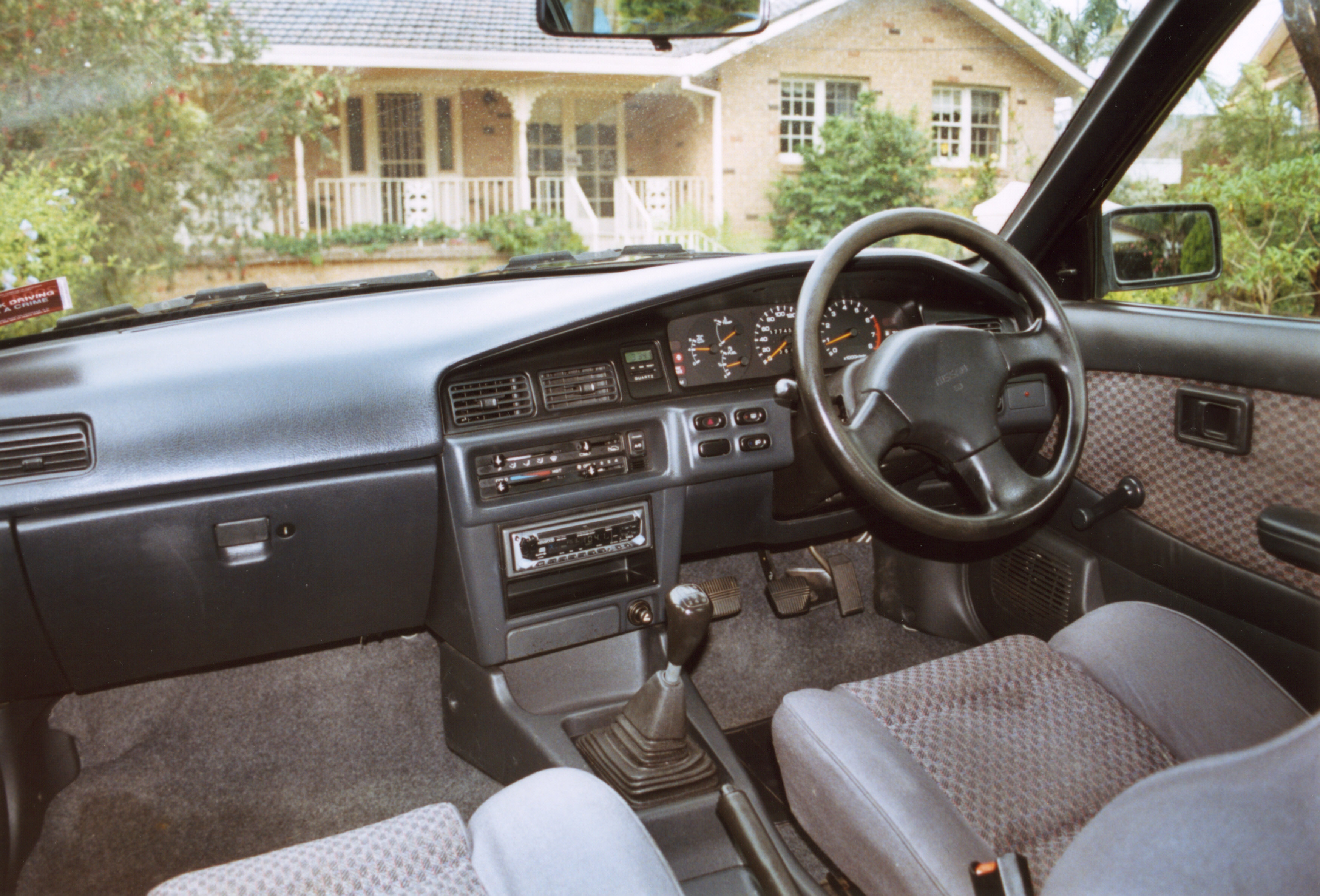
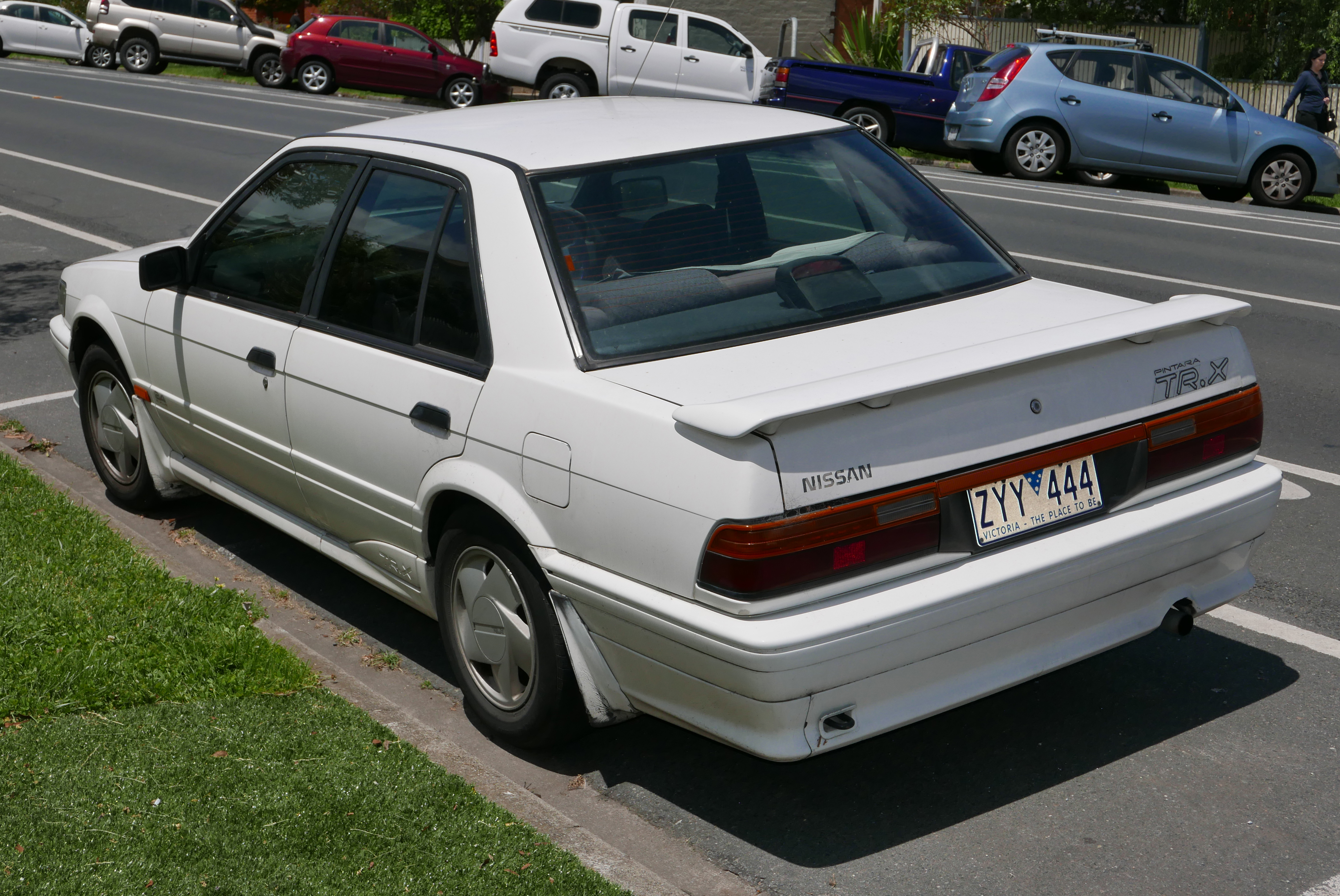
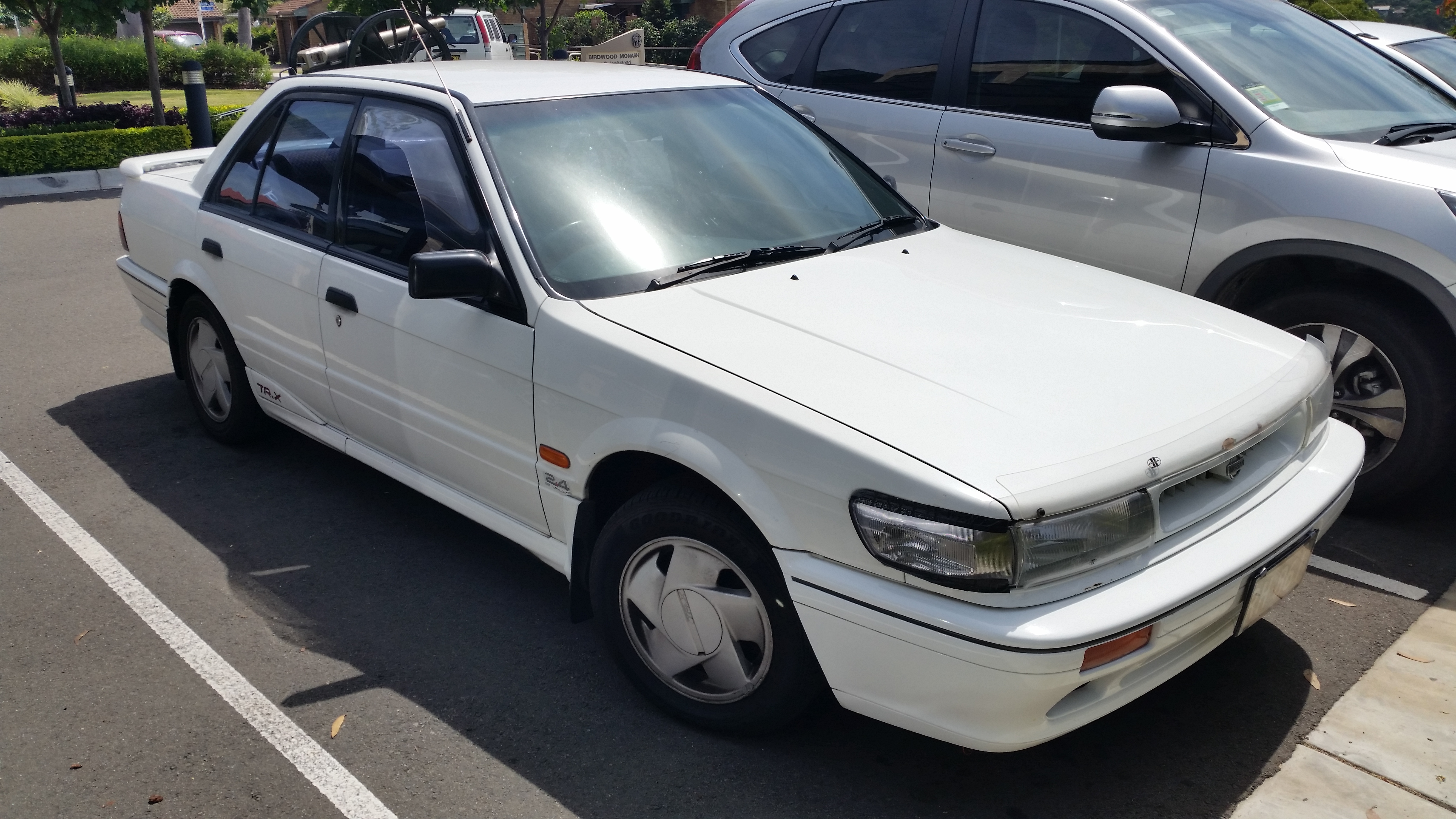
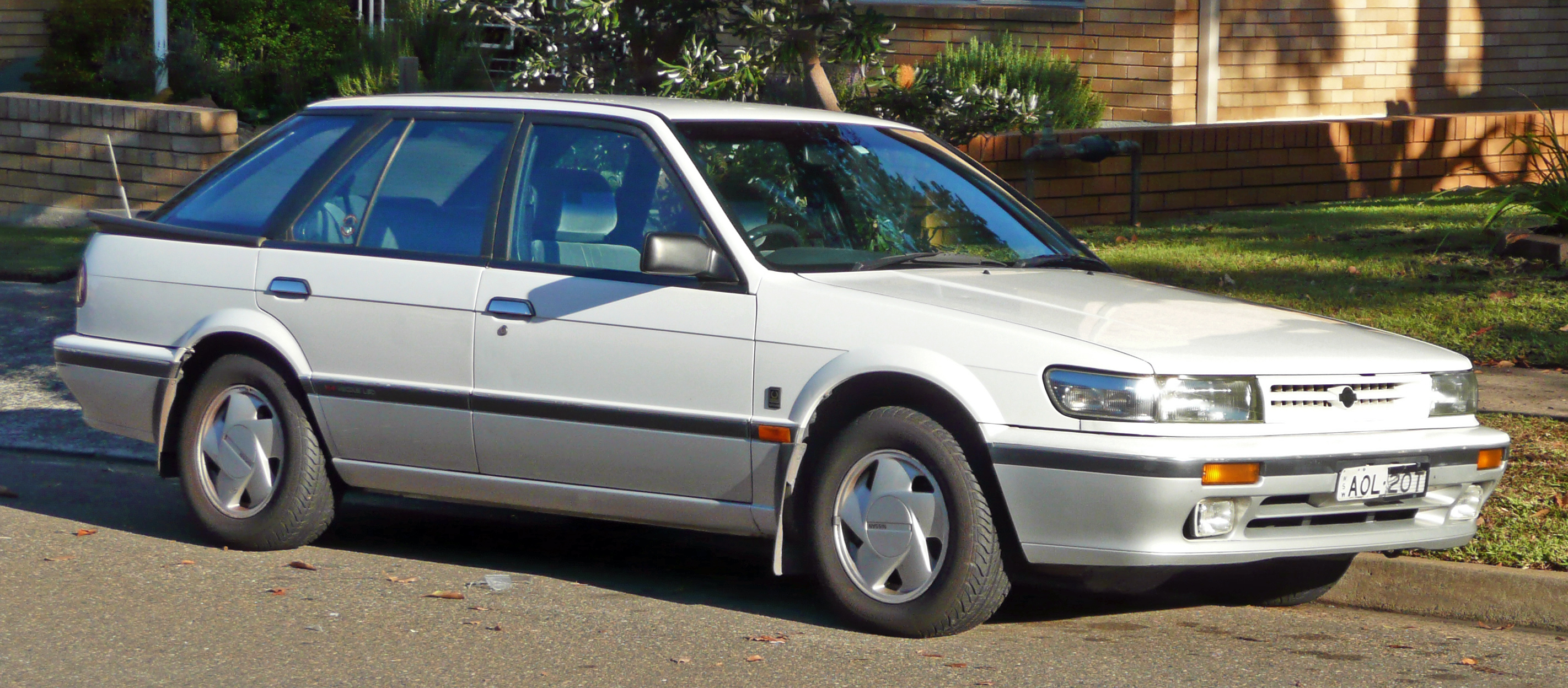